# Diócesis de Montepulciano-Chiusi-Pienza
La diócesis de Montepulciano-Chiusi-Pienza (en latín: Dioecesis Montis Politiani-Clusina-Pientina; en italiano: Diocesi di Montepulciano-Chiusi-Pienza) es una circunscripción eclesiástica de la Iglesia católica en Italia. Se trata de una diócesis latina, sufragánea de la arquidiócesis de Siena-Colle di Val d'Elsa-Montalcino. Desde el 21 de julio de 2022 su obispo es el cardenal Augusto Paolo Lojudice.

## Territorio y organización

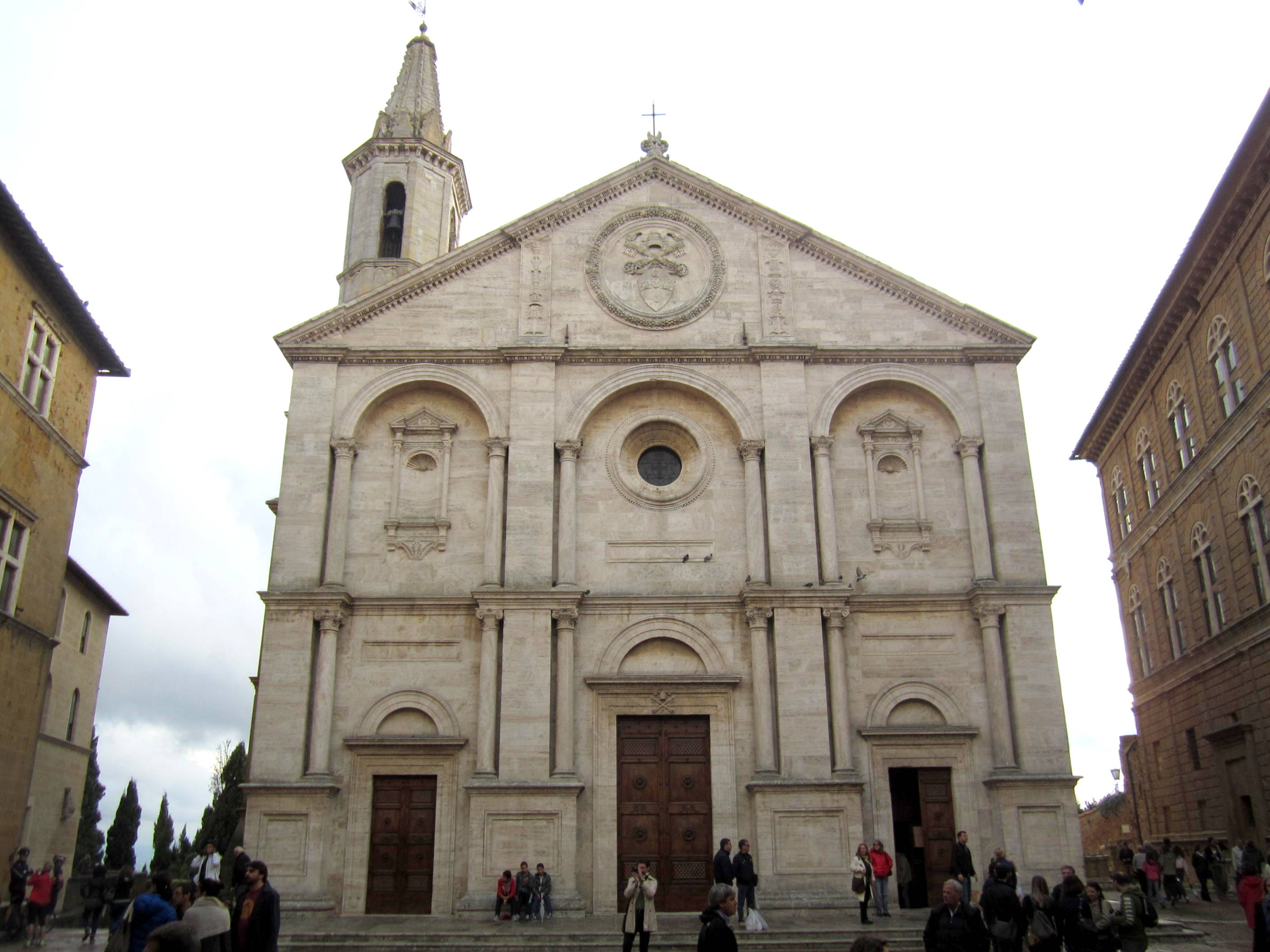
Concatedral de Santa María Asunta, en Pienza

La diócesis tiene 1068 km² y extiende su jurisdicción sobre los fieles católicos de rito latino residentes en parte de la provincia de Siena en la región de Toscana, comprendiendo las comunas de: Abbadia San Salvatore, Cetona, Chianciano Terme, Chiusi, Montepulciano, Pienza, Radicofani, San Casciano dei Bagni, Sarteano, Torrita di Siena y Trequanda; hacen parte de la diócesis también las fracciones de Bettolle, Scrofiano, Guazzino y Sinalunga de la comuna de Sinalunga, y la fracción de San Giovanni d'Asso, de la comuna de Montalcino, que hasta el 31 de diciembre de 2016 era una comuna.

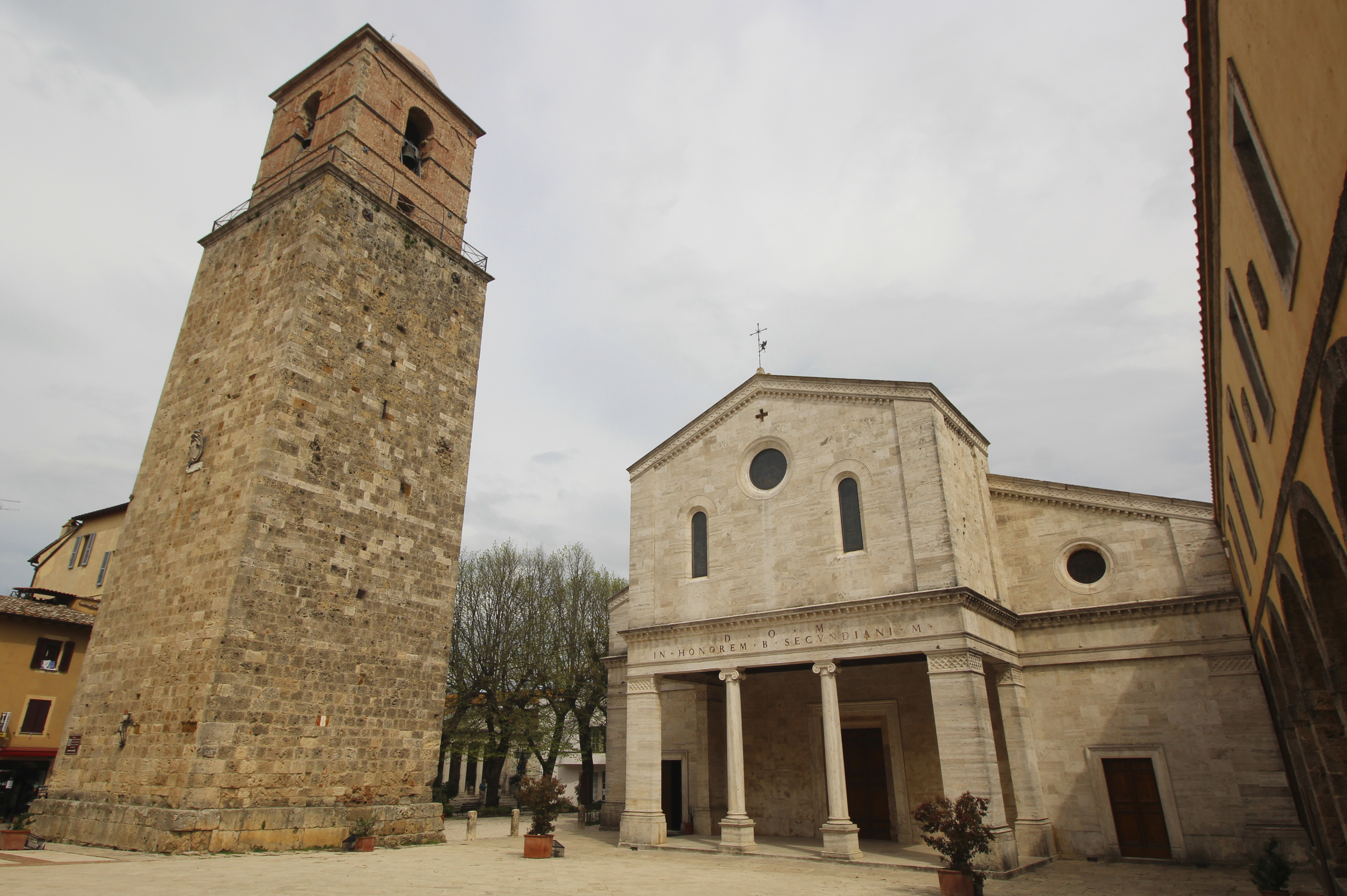
Concatedral de San Secondiano, en Chiusi

La sede de la diócesis se encuentra en la ciudad de Montepulciano, en donde se halla la Catedral de Santa María Asunta. En Pienza se halla la Concatedral de Santa María Asunta y en Chiusi la Concatedral de San Secondiano.

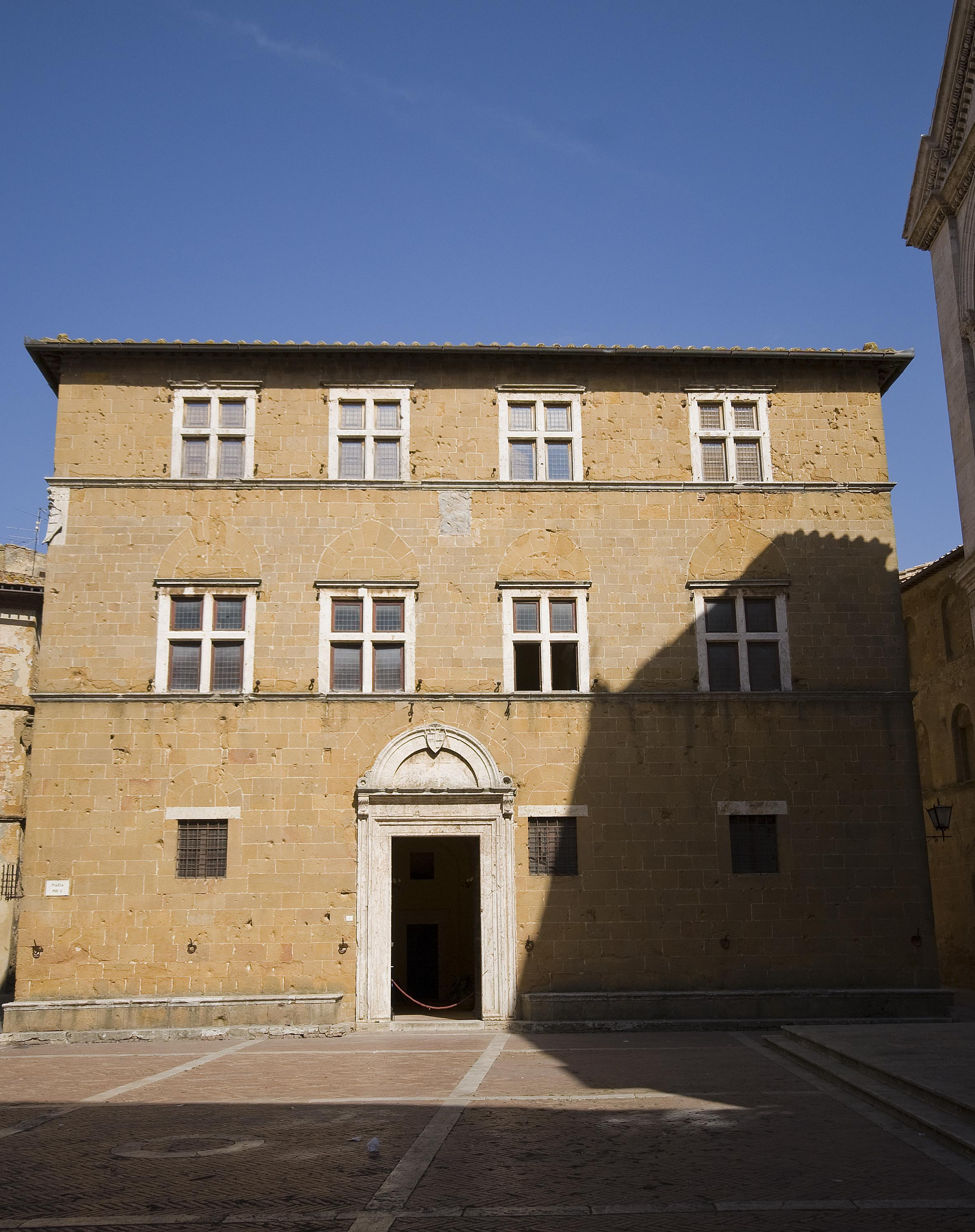
Palacio episcopal de Pienza, sede del museo diocesano local de arte sacro

En 2023 en la diócesis existían 46 parroquias agrupadas en 3 vicarías foráneas que reflejan el territorio de las tres diócesis de Montepulciano, Chiusi y Pienza al momento de la unión en 1986:
- la vicaría de Chiusi-Chianciano-Montepiesi comprende 17 parroquias:
  - en la comuna de Abbadia San Salvatore: Santa Croce y Santissimo Salvatore;
  - en la comuna de Cetona: San Michele Arcangelo y San Lazzaro (Piazze);
  - en la comuna de Chianciano Terme: San Giovanni Battista y Santa Maria della Stella;
  - en la comuna de Chiusi: San Francesco, San Secondiano, Santa Maria della Pace(Chiusi Scalo), Santa Maria Bambina (Montallese), Santissimo Nome di Maria (Querce al Pino);
  - en la comuna de Radicofani: San Pietro;
  - en la comuna de San Casciano dei Bagni: San Cassiano, Santa Maria Assunta (Palazzone), San Paolo Converso (Celle sul Rigo);
  - en la comuna de Sarteano: San Lorenzo y San Martino;
- la vicaría de Pienza-Val di Chiana-Val d'Asso comprende 18 parroquias:
  - en la comuna de Pienza: Santi Vito e Modesto, Santi Leonardo e Cristoforo (Monticchiello), Sant'Anna in Camprena;
  - en la comuna de Sinalunga: San Martino, San Pietro ad Mensulas (Pieve di Sinalunga), San Cristoforo (Bettolle), Santa Maria delle Grazie (Guazzino), San Biagio (Scrofiano);
  - en la comuna de Trequanda: Santi Pietro e Andrea, Santa Maria Assunta (Castelmuzio), Santi Pietro e Paolo (Petroio);
  - en la comuna de Torrita di Siena: Nostra Signora del Rosario, Santi Costanzo e Martino, San Leonardo (Montefollonico);
  - en la comuna de Radicofani: Santa Maria Assunta (Contignano);
  - en la comuna de Montalcino: San Lorenzo (Monterongriffoli), Santissima Annunziata (Montisi), San Giovanni Battista (San Giovanni d'Asso);
- la vicaría de Montepulciano comprende 11 parroquias en la ciudad y en la fracción de Montepulciano: Sant'Agnese, Sant'Agostino, San Biagio, Santa Maria delle Grazie, Santissimo Nome di Gesù, San Pietro (Abbadia), San Vittorino y Santissima Concezione (Acquaviva), Sant'Egidio (Gracciano), Sacro Cuore (Montepulciano Stazione), Sant'Albino (Sant'Albino) y San Lorenzo (Valiano).

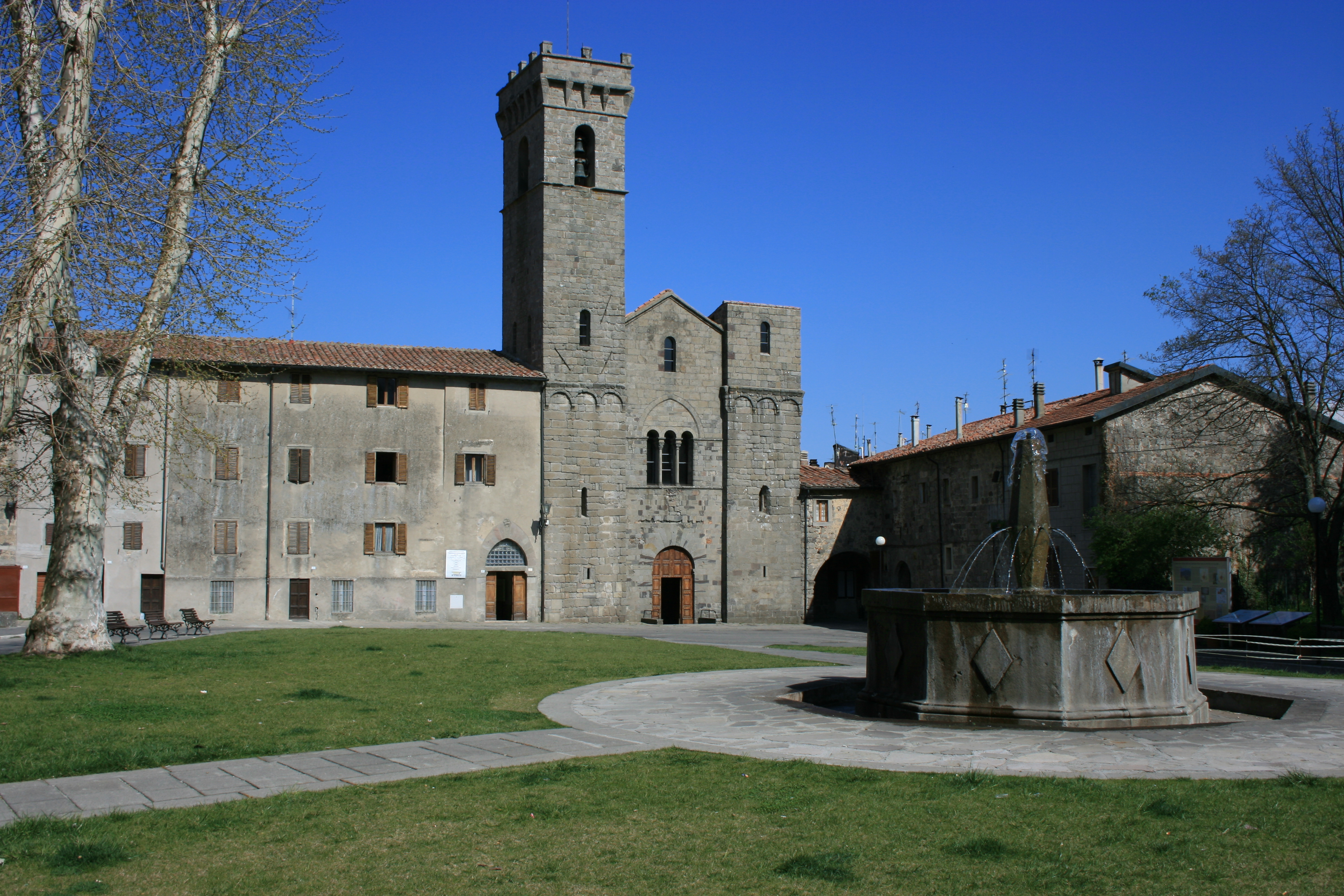
Abadía de San Salvatore del monte Amiata, atestiguada desde el año 762

## Historia
La diócesis actual es el resultado de la "plena unión", establecida en 1986, de tres antiguas sedes episcopales: la diócesis de Chiusi, documentada a principios del siglo IV, la diócesis de Pienza, erigida en 1462 y la diócesis de Montepulciano, constituida en 1561.

### Diócesis de Chiusi
Según la tradición, sin valor histórico, la fe cristiana fue predicada en el territorio de Chiusi por los santos Apolinar de Ravena y Marcial de Limoges, discípulos de san Pedro. La evidencia arqueológica documenta una presencia cristiana entre los siglos siglo IV y siglo III. A estas hay que añadir dos importantes catacumbas, la de Santa Caterina d'Alessandria y la de Santa Mustiola.
Es precisamente en esta última catacumba donde se encontró el testimonio más antiguo de la existencia de la diócesis de Chiusi, con el epitafio del obispo Lucio Petronio Dexter, casado y padre de cinco hijos, fallecido a los 66 años el 10 de diciembre de 322. En la misma catacumba se encontraron los epitafios del diácono Sulpicius Felicissimus y del exorcista Sentius Respectus, que atestiguan una compleja organización eclesiástica en Chiusi en el siglo IV, lo que lleva a suponer la existencia de la diócesis ya en la segunda mitad del siglo III.
La existencia del obispo Fiorentino está documentada a mediados del siglo VI, mencionado en una carta del papa Pelagio I de marzo de 559. Según una inscripción grabada en un capitel de la Catedral de Chiusi, la tradición atribuye a este obispo la construcción de la Catedral de San Secondiano.
En época lombarda, en la primera mitad del siglo VIII, el duque lombardo de Chiusi, Gregorio, y su esposa, Austreconda, a petición del obispo Arcadio, hicieron reconstruir en la zona subdial de sus catacumbas la basílica de Santa Mustiola, hoy desaparecida, en el año 729. Esta construcción contribuyó a renovar y difundir el culto al santo de Chiusi.
La presencia de monjes benedictinos en la diócesis de Chiusi está atestiguada desde el siglo VIII y en el territorio de Chiusi florecieron numerosos monasterios, prioratos y ermitas. Entre ellas, cabe destacar tres grandes abadías benedictinas: San Salvador en el monte Amiata, San Antimo y Farneta. Estas abadías, gracias a su poder y riqueza, obtuvieron pronto la exención de cualquier jurisdicción del obispo de Chiusi, lo que desencadenó inevitables conflictos y largas disputas con apelaciones a la Sede Apostólica. En particular, los obispos de Chiusi emprendieron una larga lucha con los abades de Amiata, quienes obtuvieron la exención definitiva de la jurisdicción episcopal a mediados del siglo XI. La abadía de San Antimo, sin embargo, perdió el derecho de nullius dioecesis en 1462, cuando pasó a formar parte de la diócesis de Montalcino.
A finales del siglo XII, a los obispos de Chiusi se les concedió la soberanía temporal sobre la ciudad episcopal y el territorio circundante. Este derecho fue concedido por el emperador Enrique VI al obispo Teobaldo II en 1196 y renovado por los emperadores posteriores a los obispos Gualfred y Herman, en 1209 y 1219 respectivamente.
En 1191 el papa Celestino III dirigió una bula al obispo Teobaldo II confirmando la sujeción inmediata de la diócesis de Chiusi a la Sede Apostólica. El mismo documento enumera todas las parroquias que dependían directamente de la autoridad eclesiástica de los obispos de Chiusi, lo que da una idea del tamaño de la diócesis a finales del siglo XII. Según Maroni, «los santos propietarios de estas iglesias parroquiales, todas veneradas en época prelombarda, y la extensión de los territorios en cuyo centro fueron construidas, nos indican que la lista refleja una organización eclesiástica del territorio de Chiusi, que permaneció sustancialmente intacta desde el siglo siglo IV-siglo V, cuando se fundaron las iglesias parroquiales, hasta 1191».
Esta situación cambió a partir del siglo XIV, cuando el vasto territorio de Chiusi fue dividido para dar origen a otros distritos eclesiásticos: en 1325 para la erección de la diócesis de Cortona; en 1462 para la erección de las diócesis de Pienza y Montalcino; en 1561 para la erección de la diócesis de Montepulciano; en 1600 para la erección de la diócesis de Città della Pieve.
El 23 de abril de 1459, por voluntad del papa sienés Pío II, terminó la sujeción inmediata a la Santa Sede y la diócesis de Chiusi pasó a ser sufragánea de la sede metropolitana de Siena.
A partir del siglo XVII, debido a la depresión económica de la ciudad de Chiusi, a su empobrecimiento demográfico y al riesgo de malaria, los obispos tomaron la costumbre de residir durante largos periodos del año en el palacio episcopal de Chianciano. En el mismo período, los abades de San Salvatore del monte Amiata reivindicaron la jurisdicción sobre algunas parroquias de la diócesis, cuyo número había disminuido mucho después de los traslados de los siglos anteriores. El litigio que tuvo lugar en la Curia romana entre los abades y obispos de Chiusi fue ganado por estos últimos a principios del siglo XVIII, logrando finalmente imponer su autoridad sobre todo el territorio diocesano.
El 15 de junio de 1772 la diócesis de Chiusi se unió aeque principaliter a la de Pienza, mediante la bula Quemadmodum del papa Clemente XIV. Al mismo tiempo, una ulterior reducción del territorio de Chiusi condujo a la transferencia de los territorios de Monticello, Montelaterone, Castel del Piano y Arcidosso a la diócesis de Montalcino.

### Diócesis de Pienza
No sólo la erección de la diócesis, sino también la fundación de la misma ciudad de Pienza se deben a la firme voluntad del papa Pío II, nacido Enea Silvio Piccolomini, originario de Corsignano, antiguo nombre de la ciudad de Pienza. Estos actos «representan sin lugar a dudas el caso extremo de una pequeña comunidad rural (Corsignano), que de ningún modo habría podido aspirar a convertirse en sede episcopal, transformada en ciudad (Pienza) por la sola voluntad de un Pontífice». Para algunos autores, la diócesis de Pienza no era más que una «criatura artificial, nacida del capricho de un papa humanista».
El primer testimonio de la voluntad del papa de erigir la diócesis de Pienza es la decisión tomada en el consistorio del 15 de febrero de 1462 y transmitida, con un breve apostólico, a la signoria de Siena el mismo día. La diócesis fue erigida el 13 de agosto siguiente mediante la bula Pro excellenti de Pío II, que erigió como catedral de la nueva diócesis la iglesia de Santa María de Corsignano, oportunamente reconstruida por orden papal por Bernardo Rossellino. Con la misma bula el papa erigió también la diócesis de Montalcino, que quedó unida aeque principaliter a la sede de Pienza. Ambas diócesis quedaron inmediatamente sujetas a la Santa Sede.
Dos semanas después, el 28 de agosto, Pío II emitió una segunda bula, con la que el pontífice concedía el patronato pasivo sobre la diócesis, la catedral, el capítulo y la obra de la catedral a su familia, los Piccolomini. Las condiciones establecidas por la bula eran tan favorables para los Piccolomini que algunos historiadores llegan a afirmar que de hecho la diócesis de Pienza era considerada por ellos como un bien familiar.
La diócesis se formó a partir de territorios tomados de las diócesis de Arezzo y Chiusi. De la diócesis de Chiusi, Pienza adquirió jurisdicción eclesiástica sobre las iglesias de Rocca d'Orcia con Bagno Vignoni, Castiglione d'Orcia, Campiglia y Bagni San Filippo, San Pietro in Campo, Contignano, Perignano y Castelvecchio, Vignoni, Monticchiello, Fabbrica. De la diócesis de Arezzo adquirió las parroquias de San Quirico (parroquia de los Santos Quirico y Giulitta y curato de Santa María), Montefollonico, Torrita, Scrofiano, Petroio, Castelmuzio, Trequanda, Monterongriffoli, Montisi, San Giovanni d'Asso, Lucignano d'Asso, Vergelle y el mismo Corsignano. Con una bula papal posterior, publicada el 29 de enero de 1464, se añadieron también los territorios de Sinalunga, Bettolle y Montegiovi, que hasta entonces pertenecían a la diócesis de Chiusi.
A excepción del primer obispo, los prelados posteriores hasta el siglo XVI pertenecieron a la familia Piccolomini. Aunque no tenían un patronato activo, consiguieron «gestionar de forma autónoma el nombramiento del obispo con un uso a menudo inescrupuloso de la institución de la resignatio in favorem tertii». De hecho, en 1498 y 1510 los obispos en funciones, con el consentimiento de la Santa Sede, renunciaron a las dos diócesis en favor de otros miembros de la familia. En cambio, en 1528 y 1554 los obispos en funciones renunciaron a la sede de Montalcino, manteniendo sólo la de Pienza, en favor de sus sobrinos, quienes, tras la muerte o renuncia de su tío, retomaron el cargo de ambas diócesis. Esta gestión familiar de las dos sillas episcopales concluyó el 23 de mayo de 1594, con la bula Ad exequendum del papa Clemente VIII, que decidió la separación de la diócesis de Montalcino de la de Pienza, con efecto desde el fin del episcopado de Francesco Maria Piccolomini, ocurrido con su muerte en 1599.
El 15 de diciembre de este año el papa pudo, por primera vez desde 1462, nombrar libremente un obispo en la persona de Gioia Dragomanni, quien trabajó intensamente para sustraer las instituciones diocesanas del control de los Piccolomini. «La extinción de la rama toscana de los Piccolomini de Aragón unida a la firmeza del obispo Dragomanni y de sus sucesores en no tolerar más tales interferencias determinó el declive de la influencia de los patronos en la vida religiosa de Pieve».
Parte del actual territorio de la abadía territorial de Monte Oliveto Maggiore también pertenecía a la diócesis de Pienza, abadía que hasta 1765, año en que fue erigida como abadía nullius, estaba bajo la jurisdicción del obispo de Arezzo.
El primer intento de fundar el seminario episcopal de Pienza fue realizado por el obispo Giovanni Spennazzi en 1657, en las instalaciones del antiguo convento de San Francisco de Pienza; pero este intento fracasó, como también el del obispo Settimio Cinughi (1725-1740). Sólo con Giuseppe Pannilini se erigió definitivamente el seminario para las dos diócesis de Pienza y Chiusi, en las dependencias del convento de San Francisco de Pienza, inaugurado el 19 de noviembre de 1792.
En el siglo XVIII, además de una grave crisis demográfica, la diócesis tuvo que sufrir también graves dificultades económicas, debido a la escasez de recursos económicos controlados directamente por los obispos de Pieve, que impidieron, entre otras cosas, la aplicación de los decretos de reforma decididos por el Concilio de Trento, precisamente por la falta de la cobertura financiera necesaria. Francesco Maria Piccolomini, convertido en obispo en 1741, intentó remediar este estado de cosas recuperando los derechos episcopales y defendiendo la autonomía eclesiástica frente a los poderes fuertes. Esto le valió mucha antipatía, hasta que en marzo de 1764 fue expulsado del Gran Ducado de Toscana y tuvo que refugiarse en Roma, desde donde gobernó su diócesis, a través del vicario general, hasta su dimisión en 1772.
El 15 de junio de 1772 las diócesis de Chiusi y Pienza se unieron aeque principaliter con la bula Quemadmodum del papa Clemente XIV. La bula confirmó la sufraganeidad de Chiusi a la arquidiócesis de Siena y la sujeción inmediata de la diócesis de Pienza a la Santa Sede. Al mismo tiempo se redefinieron los límites de la diócesis, que perdió su parte occidental en favor de la diócesis de Montalcino y, en menor medida, de la arquidiócesis de Siena.
En el siglo XX se produjeron otros cambios territoriales: el 10 de mayo de 1947 la diócesis de Pieve cedió la parroquia de San Nazario a la abadía territorial de Monte Oliveto Maggiore; el 28 de octubre de 1977 también los de Chiusure y Canonica Grossennana y adquirió la parroquia de Pieve a Salti en el territorio de San Giovanni d'Asso de la diócesis de Montalcino. La parroquia de Pieve en Salti ya pertenecía a la diócesis de Pienza, y fue cedida a la de Montalcino en 1789.

### Diócesis de Montepulciano
No es seguro el momento en que la iglesia de Santa Maria Assunta de Montepulciano fue erigida como colegiata; seguramente era así ya en 1217, año en el que se tiene noticia de un arcipreste de Montepulciano. En 1400 el papa Bonifacio IX concedió al arcipreste el título de abacial y el uso de la mitra y del báculo pastoral. En 1480 el papa Sixto IV declaró la colegiata exenta de la jurisdicción del obispo de Arezzo y sujeta inmediatamente a la Santa Sede.
La diócesis de Montepulciano fue erigida el 10 de noviembre de 1561 mediante la bula Ecclesiarum utilitatem del papa Pío IV, tomando su territorio de dos diócesis vecinas, la de Chiusi y la de Arezzo.
De hecho, fueron adquiridas de la diócesis de Chiusi las parroquias de San Giovanni en Villanuova (Totonella), San Vincenzo en Castelnuovo, San Vittorino d'Acquaviva, San Pietro all'Abbadia dei Caggiolari, San Silvestro cerca de Borgo Vecchio sulla Chiana, Sant'Albino in Parcia, Sant'Ilario d'Argiano, San Lorenzo a Valiano, San Egidio en Gracciano Vecchio, Sant'Andrea de Cervognano y Santa Mustiola alle Caggiole. De la diócesis de Arezzo, en cambio: la iglesia parroquial de Santa María en Montepulciano; San Agustín en Montepulciano (del encuentro de San Bernardo y Santa Mustiola); la parroquia de Jesús en Montepulciano (San Bartolomeo); la parroquia de S. María y Lucía (antiguamente Santa Maria della Veste nera); la parroquia de San Bartolomeo en Caselle, (ahora en San Biagio); la parroquia de San Martino, hoy en Santa Maria delle Grazie, bajo el pueblo de Sant'Agnese; la parroquia de Santa María a Nottola; la iglesia parroquial de la suprimida abadía de San Pietro a Ruoti en Val d'Ambra.
La diócesis era muy pequeña, dado que el territorio diocesano comprendía sólo la ciudad de Montepulciano con sus distritos, y fue hecha inmediatamente sujeta a la Santa Sede. Gran mérito por la elevación de Montepulciano a diócesis hay que atribuirlo al cardenal Giovanni Ricci, antiguo obispo de Chiusi, originario de la ciudad, quien fue nombrado administrador apostólico de la nueva diócesis, en espera del nombramiento del primer obispo, que tuvo lugar en enero de 1562, en la persona del arcipreste Spinello Benci.

### Diócesis de Montepulciano-Chiusi-Pienza
Alberto Giglioli, obispo auxiliar de 1970 a 1975 del administrador apostólico de Montepulciano Mario Jsmaele Castellano (arzobispo de Siena), fue nombrado el 7 de octubre de 1975, con dos bulas papales distintas, obispo de Montepulciano y obispo de las diócesis unidas de Chiusi y Pienza, que se encontraron así unidas in persona episcopi, teniendo cada diócesis sin embargo su propia autonomía jurídica.
El 30 de septiembre de 1986, mediante el decreto Instantibus votis de la Congregación para los Obispos, se estableció la plena unión de las tres diócesis. El nuevo distrito eclesiástico tomó el nombre de diócesis de Montepulciano-Chiusi-Pienza y se convirtió en sufragánea de la arquidiócesis de Siena-Colle di Val d'Elsa-Montalcino.
En esta ocasión, la Badia di San Pietro en Ruoti en Val d'Ambra se separó de la diócesis de Montepulciano y se incorporó a la actual diócesis de Arezzo-Cortona-Sansepolcro. Montepulciano conservó la catedral de Santa Maria Assunta y su cabildo, mientras que los cabildos de Chiusi (San Secondiano) y Pienza (Santa Maria Assunta) se mantuvieron como capítulos de sus respectivas concatedrales. La curia de Montepulciano se convirtió en la única curia diocesana.
Desde el 21 de julio de 2022 está unida in persona episcopi a la arquidiócesis de Siena-Colle di Val d'Elsa-Montalcino.

## Estadísticas
Según el Anuario Pontificio 2024 la diócesis tenía a fines de 2023 un total de 67 700 fieles bautizados.
| Año                                                                             | Población            | Población | Población      | Sacerdotes | Sacerdotes    | Sacerdotes    | Bautizados por sacerdote | Diáconos permanentes | Religiosos | Religiosos | Parroquias |
| Año                                                                             | Bautizados católicos | Total     | % de católicos | Total      | Clero secular | Clero regular | Bautizados por sacerdote | Diáconos permanentes | Varones    | Mujeres    | Parroquias |
| ------------------------------------------------------------------------------- | -------------------- | --------- | -------------- | ---------- | ------------- | ------------- | ------------------------ | -------------------- | ---------- | ---------- | ---------- |
| Diócesis de Montepulciano                                                       |                      |           |                |            |               |               |                          |                      |            |            |            |
| 1950                                                                            | 20 000               | 20 000    | 100.0          | 41         | 34            | 7             | 487                      |                      | 7          | 27         | 19         |
| 1969                                                                            | 16 250               | 16 300    | 99.7           | 22         | 22            |               | 738                      |                      |            |            | 17         |
| 1980                                                                            | 14 850               | 15 100    | 98.3           | 27         | 20            | 7             | 550                      |                      | 8          | 35         | 18         |
| Diócesis de Chiusi y Pienza                                                     |                      |           |                |            |               |               |                          |                      |            |            |            |
| 1950                                                                            | 30 000               | 30 000    | 100.0          | 50         | 40            | 10            | 600                      |                      | 10         | 57         | 36         |
| 1970                                                                            | 26 000               | 26 000    | 100.0          | 38         | 35            | 3             | 684                      |                      | 4          | 45         | 36         |
| 1980                                                                            | 49 345               | 59 501    | 82.9           | 59         | 57            | 2             | 836                      |                      | 11         | 133        | 61         |
| Diócesis de Montepulciano-Chiusi-Pienza                                         |                      |           |                |            |               |               |                          |                      |            |            |            |
| 1990                                                                            | 71 500               | 72 000    | 99.3           | 75         | 59            | 16            | 953                      |                      | 18         | 130        | 46         |
| 1999                                                                            | 69 669               | 71 844    | 97.0           | 70         | 56            | 14            | 995                      | 1                    | 14         | 107        | 46         |
| 2000                                                                            | 69 705               | 71 890    | 97.0           | 70         | 56            | 14            | 995                      | 1                    | 14         | 95         | 46         |
| 2001                                                                            | 69 164               | 71 525    | 96.7           | 72         | 56            | 16            | 960                      | 1                    | 18         | 91         | 46         |
| 2002                                                                            | 69 539               | 72 545    | 95.9           | 64         | 47            | 17            | 1086                     | 1                    | 18         | 92         | 46         |
| 2003                                                                            | 69 500               | 72 500    | 95.9           | 80         | 61            | 19            | 868                      | 1                    | 20         | 95         | 46         |
| 2004                                                                            | 70 100               | 73 100    | 95.9           | 78         | 59            | 19            | 898                      | 1                    | 20         | 83         | 46         |
| 2013                                                                            | 69 953               | 73 134    | 95.7           | 63         | 45            | 18            | 1110                     | 3                    | 18         | 54         | 46         |
| 2016                                                                            | 68 445               | 71 483    | 95.8           | 57         | 45            | 12            | 1200                     |                      | 13         | 53         | 46         |
| 2019                                                                            | 68 566               | 72 224    | 94.9           | 61         | 47            | 14            | 1124                     |                      | 15         | 67         | 46         |
| 2021                                                                            | 68 573               | 72 230    | 94.9           | 55         | 42            | 13            | 1246                     |                      | 13         | 70         | 46         |
| 2023                                                                            | 67 700               | 71 700    | 94.4           | 53         | 41            | 12            | 1277                     | 1                    | 12         | 70         | 46         |
| Fuente: Catholic-Hierarchy, que a su vez toma los datos del Anuario Pontificio. |                      |           |                |            |               |               |                          |                      |            |            |            |

## Episcopologio

### Obispos de Montepulciano
- Giovanni Ricci † (10 de noviembre de 1561-9 de enero de 1562 renunció) (administrador apostólico)

- Spinello Benci † (9 de enero de 1562-10 de agosto de 1596 falleció)
- Sinolfo Benci † (24 de enero de 1597-5 de junio de 1599 falleció)
- Sallustio Tarugi † (10 de enero de 1600-1 de octubre de 1607 nombrado arzobispo de Pisa)
- Roberto Ubaldini † (1 de octubre de 1607-1622 renunció)
- Alessandro Della Stufa † (2 de octubre de 1623-1640 renunció)
- Talento de' Talenti † (3 de diciembre de 1640-1651 falleció)
- Leonardo Dati † (19 de febrero de 1652-1652 falleció)
- Marcello Cervini † (23 de septiembre de 1652-8 de agosto de 1663 falleció)
- Antonio Cervini † (13 de agosto de 1663-9 de septiembre de 1706 falleció)
- Callisto Lodigeri, O.S.M. † (11 de abril de 1707-4 de marzo de 1710 falleció)
- Francesco Maria Arrighi † (1 de diciembre de 1710-septiembre de 1726 falleció)
- Antonio Maria Vantini † (17 de marzo de 1727-19 de enero de 1746 falleció)
- Pio Magnoni † (4 de septiembre de 1747-4 de octubre de 1755 falleció)
- Pietro Maria Franzesi † (3 de enero de 1757-7 de diciembre de 1799 falleció)
  - Sede vacante (1799-1802)
- Pellegrino Maria Carletti † (20 de septiembre de 1802-4 de enero de 1827 falleció)
  - Sede vacante (1827-1829)
- Ippolito Niccolai † (27 de julio de 1829-17 de diciembre de 1832 falleció)
- Pietro Saggioli † (23 de junio de 1834-19 de febrero de 1839 falleció)
- Claudio Samuelli † (27 de enero de 1843-19 de septiembre de 1854 falleció)
  - Sede vacante (1854-1857)
- Ludovico Maria Paoletti † (3 de agosto de 1857-23 de abril de 1890 falleció)
- Felice Gialdini † (23 de abril de 1890 por sucesión-28 de noviembre de 1898 renunció[nota 8])
- Giuseppe Batignani † (28 de noviembre de 1898-4 de febrero de 1933 falleció)
- Emilio Giorgi † (18 de septiembre de 1933-8 de junio de 1964 falleció)
  - Sede vacante (1964-1975)[nota 9]
- Alberto Giglioli † (7 de octubre de 1975-30 de septiembre de 1986 nombrado obispo de Montepulciano-Chiusi-Pienza)

### Obispos de Chiusi
- Lucio Petronio Destro † (?-10 de diciembre de 322 falleció)[1]
- San Fiorentino † (mencionado en 559)[2]
- Ecclesio † (antes de 600-después de 604)[24]
- Marcellino † (mencionado en 649)
- Teodoro † (antes de 676-después de 680)
- Arcadio † (antes de 729-después de 743)[nota 10]
- Gisolfo † (mencionado en 752)
- Andrea † (mencionado en 826)
- Teobaldo I † (mencionado en 835 o 845)[nota 11]
- Taceprando † (mencionado en 850 circa)[nota 12]
- Liutprando † (mencionado en 861)[nota 13]
- Anónimo (Hispanus) † (fines del siglo IX)[nota 14]
- Cristiano † (mencionado en 911)
- Luto (o Liudo) † (antes de 967-después de 968)[25]
- Arialdo † (antes de 998-después de 1012/1021)[nota 15]
- Guido I † (antes de 1027-después de 1038)[nota 16]
- Pietro I † (mencionado en 1049)[25]
- Guido II † (mencionado en 1055)[26]
- Pietro II † (mencionado en mayo de 1058)[26]
- Giovanni † (menzionato ad aprile/mayo de 1059)[25]
- Lanfranco Bovacciani † (antes de 1065-después de 1098)[25][nota 17]
- Pietro III † (antes de 1112-después de 1127)[25]
- Martino † (antes de 1146-después de 1147)[27]
- Uberto † (mencionado en 1159)[28]
- Ranieri I † (mencionado en 1176)
- Leone † (mencionado en 1179)
- Teobaldo II † (antes de 1191-después de noviembre de 1196)[29]
- Gualfredo † (antes de diciembre de 1200-1215 depuesto)[nota 18]
- Ermanno † (1215-circa 1230 falleció)[29]
- Pisano † (circa 1231-después de 1237)
- Benedetto † (mencionado el 16 de octubre de 1243)[30]
- Graziano? † (circa 1243-10 agosto circa 1245 falleció)[31]
- Frogerio o Frigerio † (?-11 de mayo de 1248 nombrado obispo de Perugia)
- Pietro IV † (mencionado en 1250)
- Ranieri II † (antes de 1260-circa 1273 falleció)
- Pietro V † (17 de abril de 1273-1299 falleció)
- Matteo de Medici di Orvieto, O.P. † (22 de noviembre de 1299-después de 1313 falleció)
- Matteo Orsini, O.F.M. † (12 de enero de 1317-15 de junio de 1322 falleció)
  - Leonardo Fieschi † (9 de julio de 1322-1327 renunció) (administrador apostólico)
- Ranieri III, O.S.B.Vall. † (25 de septiembre de 1327-circa 1342 falleció)
- Angelo † (3 de marzo de 1343-? falleció)
- Francesco Atti † (17 de septiembre de 1348-17 de abril de 1353 nombrado abad de Montecasino)
- Biagio, O.Cist. † (12 de agosto de 1353-1357 falleció)
- Biagio Geminelli † (21 de agosto de 1357-?)
- Giacomo Tolomei, O.F.M.Conv. † (1383-1384 nombrado obispo de Grosseto)
- Clemente Cennino † (1384-?)
- Matteo III † (9 de diciembre de 1388-1393 falleció)
- Edoardo Michelotti, O.F.M. † (5 de septiembre de 1393-29 de febrero de 1404 nombrado obispo de Perugia)
- Antonio I, O.S.B. † (27 de febrero de 1404-1410 depuesto)
- Biagio Ermanni † (28 de abril de 1410-16 de noviembre de 1418 falleció)
- Pietro Paolo Bertini † (14 de diciembre de 1418-1437 falleció)
- Alessio de Cesari † (8 de enero de 1438-22 de marzo de 1462 nombrado arzobispo de Benevento)
- Giovanni Cinughi † (6 de abril de 1462-7 de octubre de 1462 nombrado obispo de Montalcino y Pienza)
- Gabriele Piccolomini, O.F.M. † (7 de enero de 1463-1483 falleció)
- Lorenzo Mancini † (22 de octubre de 1483-?)
- Antonio II † (1490?-1497 falleció)
- Sinolfo di Castel Lotario † (8 de marzo de 1497-14 de enero de 1503 falleció)
- Bonifacio di Castel Lotario † (8 de febrero de 1503-1504 falleció)
- Niccolò Bonafede † (20 de junio de 1504-1533 falleció)
- Bartolomeo Ferratini † (14 de enero de 1534-6 de enero de 1534 falleció)
- Gregorio Magalotti † (20 de agosto de 1534-septiembre de 1537 falleció)
  - Guido Ascanio Sforza di Santa Fiora † (11 de enero de 1538-20 de marzo de 1538 renunció) (administrador apostólico)
- Giorgio Andreasi † (20 de marzo de 1538-2 de abril de 1544 nombrado obispo de Reggio Emilia)
  - Bartolomeo Guidiccioni † (2 de abril de 1544-20 de febrero de 1545 renunció) (administrador apostólico)
- Giovanni Ricci † (20 de febrero de 1545-19 de noviembre de 1554 renunció)
- Figliuccio de Figliucci † (19 de noviembre de 1554-1558 falleció)
- Salvatore Pacini † (24 de agosto de 1558-20 de marzo de 1581 falleció)
- Masseo Bardi, O.F.M. † (29 de mayo de 1581-1597 falleció)
- Ludovico Martelli † (1597-antes de 1601 falleció)
- Fausto Mellari † (22 de abril de 1602-1607 falleció)
- Orazio Spannocchi † (12 de enero de 1609-5 de septiembre de 1620 falleció)
- Alfonso Petrucci † (16 de noviembre de 1620-marzo de 1633 falleció)
- Giovanni Battista Piccolomini † (20 de junio de 1633-14 de julio de 1637 falleció)
- Ippolito Campioni † (14 de diciembre de 1637-27 de enero de 1647 falleció)
- Carlo de' Vecchi † (2 de marzo de 1648-12 de marzo de 1657 renunció)
- Alessandro Piccolomini † (12 de marzo de 1657-6 de noviembre de 1661 falleció)
  - Sede vacante (1661-1664)
- Marco Antonio Marescotti † (11 de febrero de 1664-8 de diciembre de 1681 falleció)
- Lucio Borghesi † (25 de mayo de 1682-31 de julio de 1705 falleció)
- Gaetano Maria Bargagli, O.S.B. † (22 de febrero de 1706-30 de junio de 1729 falleció)
- Giovanni Battista Tarugi † (23 de diciembre de 1729-14 de septiembre de 1735 falleció)
- Pio Magnoni † (9 de julio de 1736-4 de septiembre de 1747 nombrado obispo de Montepulciano)
- Giustino Bagnesi, O.S.B.Oliv. † (15 de julio de 1748-15 de junio de 1772 nombrado obispo de Chiusi y Pienza)

### Obispos de Pienza y Montalcino
- Giovanni Cinughi † (1 de septiembre[32] de 1462-30 de septiembre de 1470 falleció)
- Tommaso del Testa Piccolomini † (26 de octubre de 1470-1482 falleció)
- Agostino Patrizi Piccolomini † (19 de enero de 1484-26 de octubre[32] de 1495 falleció)
  - Francesco Todeschini Piccolomini † (31 de octubre de 1495-1498 renunció, luego electo papa con el nombre de Pío III) (administrador apostólico)[nota 19]
- Girolamo Piccolomini I † (14 de marzo de 1498-1510 renunció)
- Girolamo Piccolomini II † (9 de diciembre de 1510-1535 falleció)[nota 20]
- Alessandro Piccolomini † (1535-4 de diciembre de 1563 falleció)[nota 21]
- Francesco Maria I Piccolomini † (20 de abril de 1554-12 de julio[32] de 1599 falleció)[nota 22]

### Obispos de Pienza
- Gioia Dragomanni † (15 de diciembre de 1599-26 de diciembre de 1630 falleció)
- Scipione Pannocchieschi d'Elci † (28 de julio de 1631-3 de marzo de 1636 nombrado arzobispo de Pisa)
- Ippolito Borghesi, O.S.B.Oliv. † (1 de septiembre de 1636-12 de mayo[32] de 1637 falleció)
- Giovanni Spennazzi † (5 de octubre de 1637-11 de agosto de 1658 falleció)
  - Sede vacante (1658-1664)
- Giocondo Turamini † (31 de marzo de 1664-17 de enero de 1665 falleció)
- Giovanni Checconi † (11 de noviembre de 1665-19 de marzo de 1668 falleció)
- Girolamo Borghesi, O.S.B. † (17 de septiembre de 1668-15 de enero de 1698 falleció)
- Antonio Forteguerri † (15 de septiembre de 1698-10 de enero[32] de 1714 falleció)
- Ascanio Silvestri † (13 de junio de 1714-14 de noviembre[32] de 1724 falleció)
- Cinugo Settimio Cinughi † (18 de abril de 1725-7 de marzo[32] de 1740 falleció)
- Francesco Maria II Piccolomini † (3 de julio de 1741-27 de enero de 1772 renunció[nota 23])

### Obispos de Chiusi y Pienza
- Giustino Bagnesi, O.S.B.Oliv. † (15 de junio de 1772-10 de enero de 1775 falleció)
- Giuseppe Pannilini † (13 de noviembre de 1775-12 de agosto de 1823 falleció)
- Giacinto Pippi † (12 de julio de 1824-30 de diciembre de 1839 falleció)
  - Sede vacante (1839-1843)
- Giovanni Battista Ciofi † (27 de enero de 1843-25 de marzo de 1870 falleció)
  - Sede vacante (1870-1872)
- Raffaele Bianchi † (29 de julio de 1872-30 de diciembre de 1889 renunció[nota 24])
- Giacomo Bellucci † (30 de diciembre de 1889-19 de febrero de 1917 falleció)
- Giuseppe Conti † (22 de marzo de 1917-24 de abril de 1941 falleció)
- Carlo Baldini, O.M.D. † (31 de julio de 1941-2 de enero de 1970 falleció)[nota 25]
  - Sede vacante (1970-1975)[nota 26]
- Alberto Giglioli † (7 de octubre de 1975-30 de septiembre de 1986 nombrado obispo de Montepulciano-Chiusi-Pienza)

### Obispos de Montepulciano-Chiusi-Pienza
- Alberto Giglioli † (30 de septiembre de 1986-25 de marzo de 2000 retirado)
- Rodolfo Cetoloni, O.F.M. (25 de marzo de 2000-28 de mayo de 2013 nombrado obispo de Grosseto)
- Stefano Manetti (31 de enero de 2014-21 de abril de 2022 nombrado obispo de Fiesole)[nota 27]
- Augusto Paolo Lojudice, desde el 21 de julio de 2022

### Para la sede de Montepulciano
- (en italiano) La Chiesa Cattedrale di Montepulciano, a cura della Società Storica Poliziana, Montepulciano, Le Balze, 2005
- (en italiano) Giuseppe Cappelletti, Le Chiese d'Italia dalla loro origine sino ai nostri giorni., vol. XVIII, Venecia, 1862, pp. 299-319
- (en latín) Pius Bonifacius Gams, Series episcoporum Ecclesiae Catholicae., Graz, 1957, p. 744
- (en latín) Konrad Eubel, Hierarchia Catholica Medii Aevi, vol. 3, p. 249; vol. 4, p. 248; vol. 5, p. 275; vol. 6, p. 296

### Para la sede de Chiusi
- «La diocesi» (en inglés).
- (en latín) Ferdinando Ughelli, Italia sacra., vol. III, segunda edición, Venecia 1718, col. 585-654
- (en italiano) Francesco Lanzoni, Le diocesi d'Italia dalle origini al principio del secolo VII (an. 604)., vol. I, Faenza, 1927, pp. 552-554
- (en italiano) Giuseppe Cappelletti, Le Chiese d'Italia dalla loro origine sino ai nostri giorni., vol. XVII, Venecia, 1862, pp. 562-603 y 625-632
- (en latín) Paul Fridolin Kehr, Italia pontificia., vol. III, Berlín, 1908, pp. 231-251
- (en alemán) Gerhard Schwartz, Die besetzung der bistümer Reichsitaliens unter den sächsischen und salischen kaisern: mit den listen der bischöfe, 951-1122., Leipzig-Berlín, 1913, pp. 203-204
- (en italiano) Enrico Barni - Giacomo Bersotti, La Diocesi di Chiusi, Edizioni Luì, [Chiusi, 1999]
- (en latín) Pius Bonifacius Gams, Series episcoporum Ecclesiae Catholicae., Graz, 1957, pp. 753-754
- (en latín) Konrad Eubel, Hierarchia Catholica Medii Aevi, vol. 1, p. 195; vol. 2, pp. 131-132; vol. 3, p. 171; vol. 4, pp. 154-155; vol. 5, pp. 162-163; vol. 6, p. 171

### Para la sede de Pienza
- (en inglés) Ficha de la diócesis de  Chiusi y Pienza en [www.catholic-hierarchy.org/ www.catholic-hierarchy.org]
- (en italiano) Giuseppe Cappelletti, Le Chiese d'Italia dalla loro origine sino ai nostri giorni., vol. XVII, Venecia, 1862, pp. 604-629
- (en italiano) L'Archivio diocesano di Pienza, Inventario editado por Giuseppe Chironi, Pubblicazioni degli Archivi di Stato - Strumenti CXLI, 2000
- (en latín) Pius Bonifacius Gams, Series episcoporum Ecclesiae Catholicae., Graz, 1957, pp. 743-744, 754
- (en latín) Konrad Eubel, Hierarchia Catholica Medii Aevi, vol. 3, p. 212; vol. 4, p. 280; vol. 5, p. 314; vol. 6, p. 338
- Bula Pro excellenti (en latín)., en Bullarum diplomatum et privilegiorum sanctorum Romanorum pontificum Taurinensis editio, vol. V, pp. 166-169.
- Bula Ad exequendum (en latín)., en Bullarum diplomatum et privilegiorum sanctorum Romanorum pontificum Taurinensis editio, vol. X, p. 143.